# Lithostege porcataria
Lithostege porcataria är en fjärilsart som beskrevs av Jean Baptiste Boisduval 1848. Lithostege porcataria ingår i släktet Lithostege och familjen mätare. Inga underarter finns listade i Catalogue of Life.